# تبعیدیها (فیلم ۱۳۷۰)
تبعیدی‌ها فیلمی ایرانی به کارگردانی جهانگیر جهانگیری و نویسندگی حسین پهلوان‌نشان، حسین اکبرزاده ساختهٔ سال ۱۳۷۰ است.

## خلاصه داستان
پس از کودتای بیست و هشتم مردادماه سال ۱۳۳۲ تعدادی روزنامه‌نگار، افراد آزادی خواه و مبارز و افسران ضد کودتا دستگیر و پس از محاکمه در دادگاه‌های فرمایشی به منطقه‌ای خشک و گرم در جنوب کشور تبعید می‌شوند.

## بازیگران
- فرامرز قریبیان
- هادی اسلامی
- حبیب اسماعیلی
- مجید میرزاییان
- مهدی آریان‌نژاد
- علی برجسته
- نرسی گرگیا
- شاپور بخشایی
- ماندانا اصلانی
- ابوالفضل میرزایی
- کریم نشاط
- پرویز حکمی
- منصور حیدری
- بهنوش محمدی‌پور
- کتایون سیاف
- علیرضا نائینی
- سلیم رسولی
- پوران قادری
- ژینوس سیاف
- بهروز خانی
- مجید علی‌زاده
- جعفر جهانگیری
- فرامرز صمصامی
- تقی محمودی
- بهروز زهره‌وند
- امیر حسنی
- ابراهیم آقاجانی
- حسن تاج مهری
- حسن گروسی
- کریم مرائی
- روح‌اله صبری
- ناصر ناصری
- صفرعلی امینی
- قدرت قربانی
- غضنفر راوند
- رضا چایچی
- ابوالفتح بابازاده
- حسن خالدی
- احمد مسئولی‌راد
- یداله فهیمی
- حسن تقدیری
- امیر مولایی
- عباس ایرمان
- محمود ایمان‌نژاد
- شمس‌اله بن
- هوشنگ افشار
- کریم نبی نژاد
- غلام اسفندیاری
- غلام منتظمی